# 부메랑 (1976년 영화)
부메랑(Boomerang, Comme Un Boomerang)은 이탈리아에서 제작된 호세 지오바니 감독의 1976년 드라마 영화이다. 알랭 들롱 등이 주연으로 출연하였고 알랭 들롱 등이 제작에 참여하였다.

## 출연

### 주연
- 알랭 들롱
- 칼라 그라비나

### 조연
- 도라 돌

## 제작진
- 원작자: 호세 지오바니
- 프로듀서: Ludmilla Goulian

## 한국어 더빙 성우진(KBS, 2002년 3월 17일)
- 김세한 - 자크 바트킨 役 (알랑 드롱)
- 김현직
- 노민
- 김정호
- 성병숙
- 이진화
- 윤병화
- 장승길
- 강구한
- 정옥주
- 최병상
- 홍승섭
- 이원준
- 정훈석
- 변영희